# 拓荒者广场
拓荒者广场（Pioneer Square）是美国华盛顿州西雅圖一个街区，位于市中心的西南角。此处曾经是该市的心脏：1855年，西雅图的创建者定居于此。取代在埃利奥特湾（Elliott Bay）那一边只有6个月的居民点Alki Point。街区的早期建筑大多是木结构，几乎全部毁于1889年西雅图大火。到1890年年底，已经建起了数十座砖石建筑物；这些19世纪后期的建筑大多为理查森罗曼式，构成了该街区的建筑特色。
这个街区得名于第一大道（First Avenue）和 Yesler Way路口附近的一个三角形的小广场，最初称为Pioneer Place。拓荒者广场-滚木路历史区（Pioneer Square-Skid Road Historic District）是包括广场和邻近的街块的历史区，被列入国家史迹名录。
拓荒者广场街区缺乏明确的边界，大致西到阿拉斯加路（Alaskan Way），超出部分是埃利奥特湾的码头；南到国王街（King Street），超出部分是SoDo；东到第五大道，超出部分是国际区（International District）；北面超过Yesler Way以北一辆个街块，超出部分是市中心其余部分。由于Yesler Way 是两种不同布局的边界，Yesler以北的街道网格与该区的其他街道并不衔接（也不符合指南针），所以该区的北部边界沿着许多街道曲折延伸。
在一些地方，拓荒者广场-滚木路历史区超出了这些边界，包括第四大道以东的联合车站（Union Station），以及国王街以南的几个街块。

## 图片

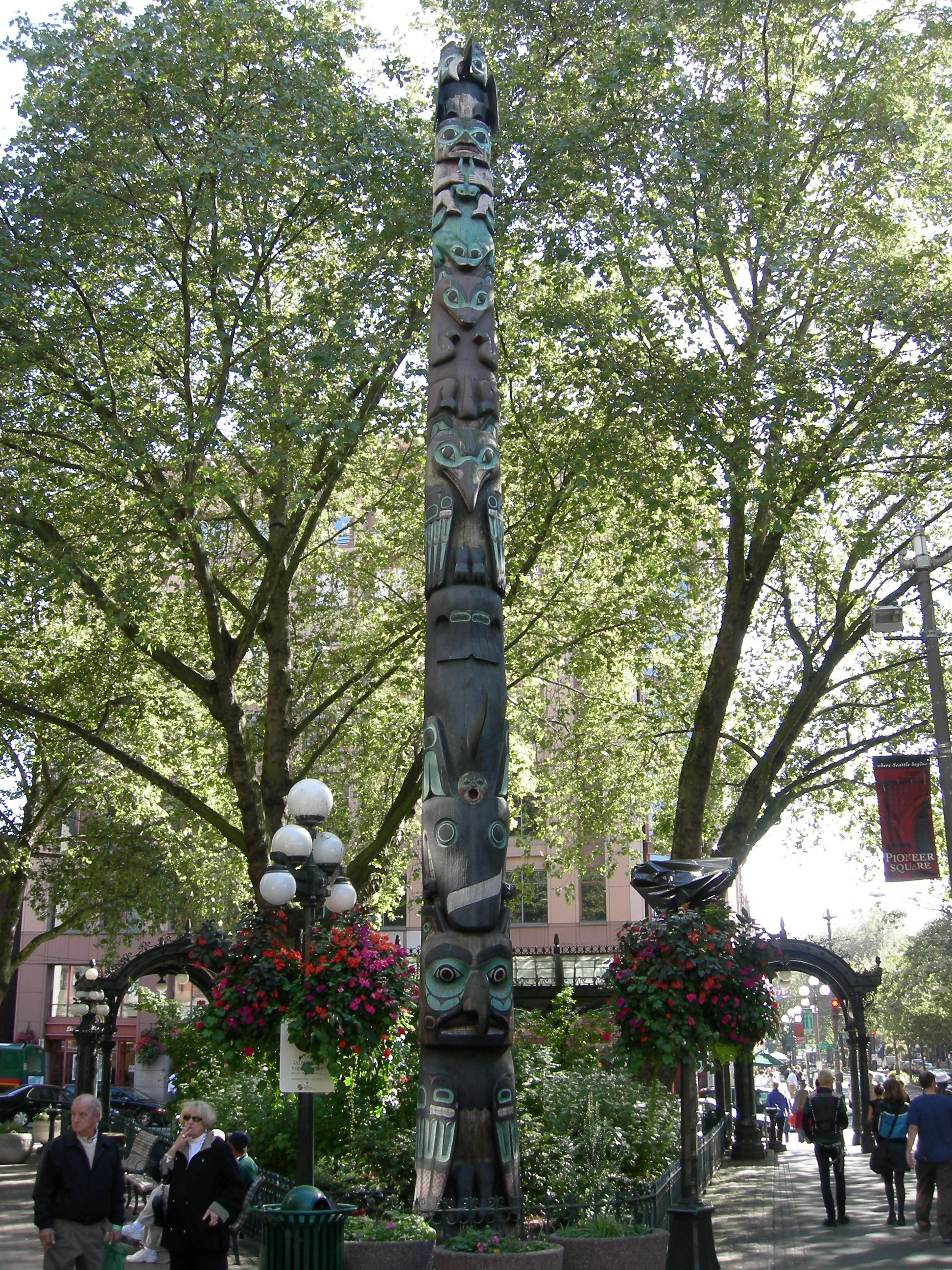
图腾柱
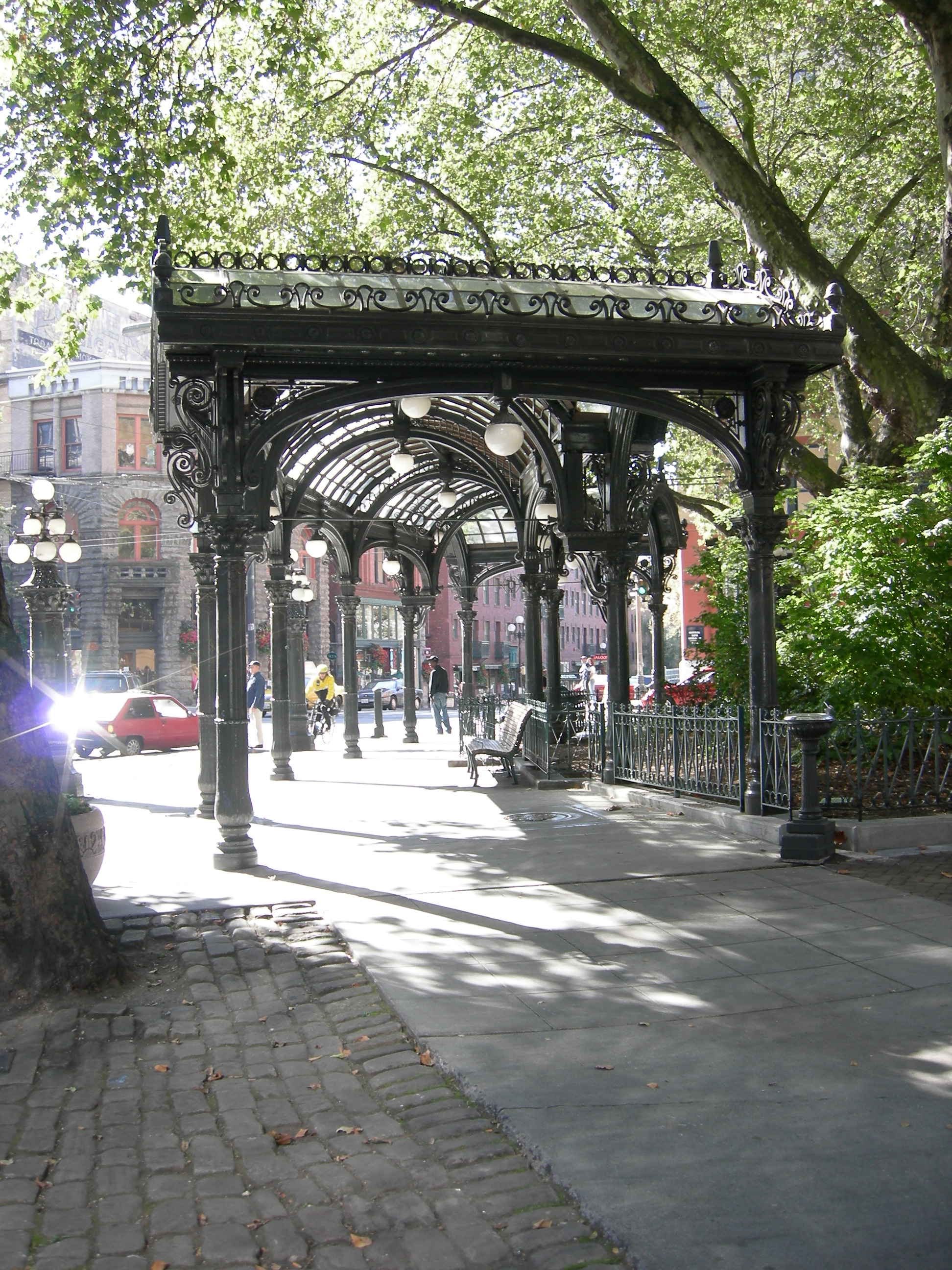
凉棚
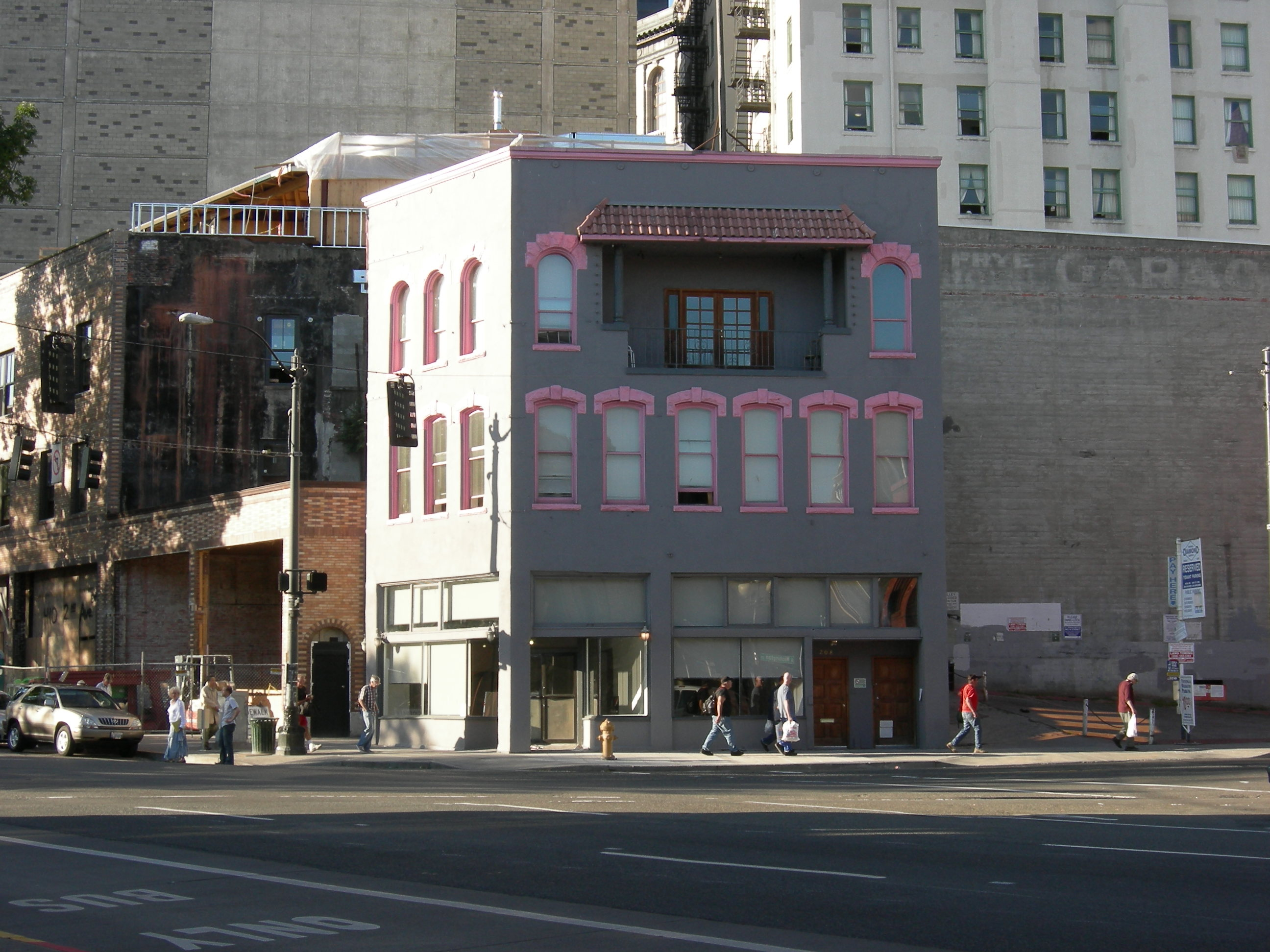
陈宜禧大楼
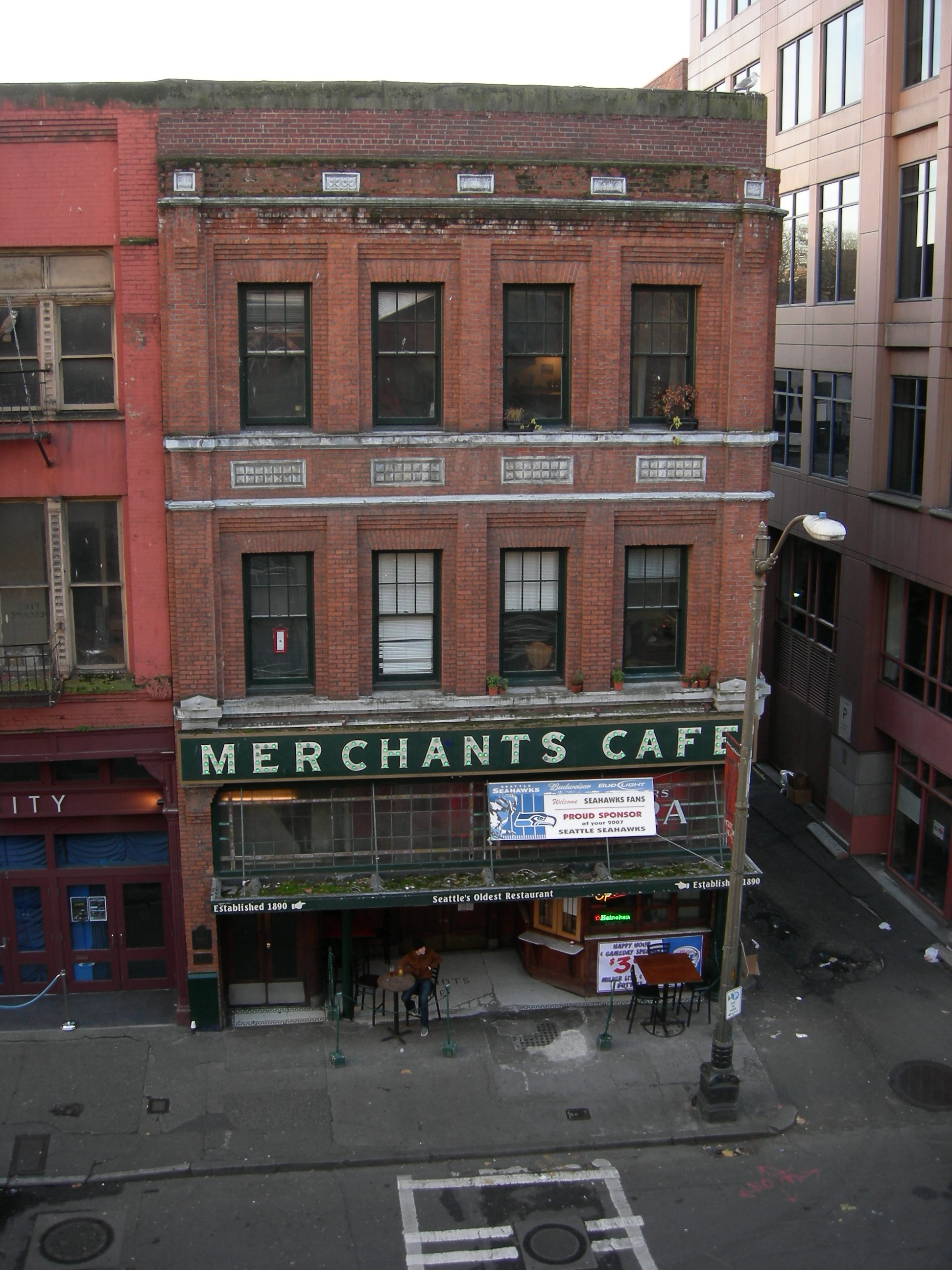
商人咖啡馆
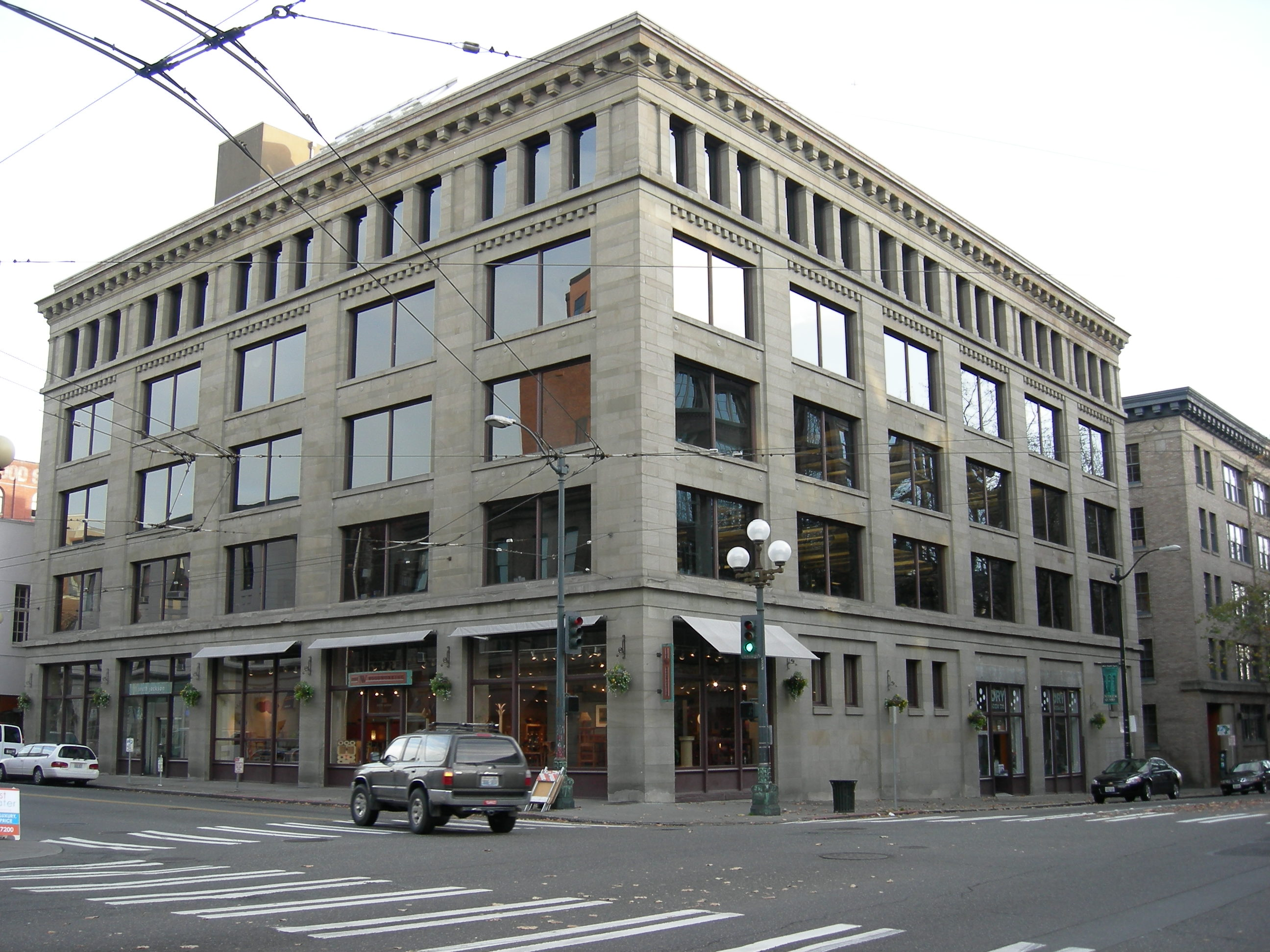
历史建筑

## 脚注
1. ↑  . National Register Information System / National Register of Historic Places. National Park Service. 31 December 2007. （原始内容存档于2009年8月29日）.
2. ↑  Pioneer Square Preservation District （页面存档备份，存于）, Seattle Department of Neighborhoods. Accessed 29 November 2007.
3. ↑  Jeffrey Karl Ochsner, and Dennis Alan Andersen, Distant Corner: Seattle Architects and the Legacy of H. H. Richardson, University of Washington Press, Seattle, 2003. ISBN 0-295-98238-1. passim.
4. ↑  Jones, Nard, , Garden City, New York: Doubleday: 195, 1972, ISBN 0385018754
5. ↑  Map near top of Klondike Gold Rush National Historical Park, Administrative History, Chapter 11: Establishing the Seattle Unit （页面存档备份，存于）. Accessed online 26 November 2007.